# Jasmine Fiore
Jasmine Fiore (nacida como Jasmine Lepore, 18 de febrero de 1981-15 de agosto de 2009) fue una modelo playboy estadounidense. Su cadáver fue descubierto el 15 de agosto de 2009, tras haber sido estrangulada y metida en una maleta. Sus restos habían sido mutilados para impedir su reconocimiento; finalmente fue identificada por los números de serie de sus implantes mamarios. Fiore tenía 28 años en el momento de su muerte.
Su marido, un ex concursante de telerrealidad, Ryan Alexander Jenkins, era el único sospechoso, y fue acusado formalmente del asesinato. El 23 de agosto de 2009, Jenkins fue hallado muerto en una habitación de hotel en Hope, Columbia Británica, Canadá, tras suicidarse. Tenía 32 años.

## Biografía
Fiore nació como Jasmine Lepore en 1981. Sus padres se divorciaron cuando ella tenía ocho años y fue criada por su madre, Lisa Lepore, en Bonny Doon, California, y en su juventud disfrutó jugando al fútbol y trabajó para una tienda de comestibles local.
Fiore era una modelo de traje de baño que trabajaba con frecuencia como modelo con el cuerpo pintado en fiestas para entretenimiento. Ella apareció en shows en los casinos de Las Vegas. Fiore había actuado en comerciales para líneas telefónicas para adultos y trajes de baño. Fiore también había obtenido una licencia de bienes raíces y planeaba abrir un gimnasio y un centro de entrenamiento personal.
Según la amiga de Fiore de un año y medio, Marta Montoya, Fiore tuvo una larga pero intermitente relación con Robert Hasman, con quien Fiore quería establecerse. Según la revista People, otro pretendiente de Fiore fue Travis Heinrich, a quien conoció hacia 2005. Heinrich y Fiore se habían comprometido, y permanecieron así durante menos de medio año en 2006 o 2007; aunque la pareja rompió este compromiso, siguieron saliendo.

## Matrimonio
Fiore conoció al inversor inmobiliario Ryan Jenkins en un casino de Las Vegas poco después de que Jenkins terminara de rodar Megan Wants a Millionaire. Dos días después, el 18 de marzo de 2009, la pareja se casó en la A Little White Wedding Chapel, en Las Vegas Strip. Según los registros judiciales, Jenkins fue acusado en junio de 2009 en el condado de Clark, Nevada, de "agresión constitutiva de violencia doméstica" por golpear a Fiore en el brazo. Travis Heinrich, que estaba presente, dijo que Jenkins y Fiore estaban discutiendo porque ella había besado a Heinrich, y Jenkins golpeó el brazo de Fiore, provocando que ésta cayera a una piscina cercana. Jenkins iba a ir a juicio en diciembre. La pareja se reconcilió poco antes de la muerte de Fiore, y al parecer viajaban a San Diego para una partida de póquer.
Lisa Lepore, la madre de Fiore, afirma que ambos se peleaban con frecuencia y que Jenkins estaba celoso de las amistades de Fiore con sus exnovios. Dan Jenkins, el padre de Ryan Jenkins, dijo que Fiore era la única amiga de su hijo en California y que desaparecía durante días y mentía sobre ello a su hijo. Además, Lepore dijo a The Associated Press que su hija había anulado su matrimonio con Jenkins en mayo de 2009, pero no hay registros judiciales de anulación ni en Nevada, donde la pareja se había casado, ni en el condado de Los Ángeles, donde vivieron por última vez.

## Muerte
Los investigadores informaron de que Jenkins y Fiore se registraron en el hotel L'Auberge en Del Mar, San Diego, la noche del 13 de agosto de 2009. Iban a asistir a un torneo de póquer, una recaudación de fondos benéfica para la Carma Foundation en el Del Mar Hilton.  Un vídeo de vigilancia captó a Fiore y Jenkins saliendo del Hilton sobre las 2:30 de la madrugada del 14 de agosto. La pareja fue vista más tarde en el Ivy Hotel, un club nocturno del centro de San Diego. Alrededor de las 4:30 a. m., Jenkins regresó solo al hotel L'Auberge.  Fiore no volvió a ser vista con vida. Jenkins salió del hotel L'Auberge sobre las 9 de la mañana de ese día.
El cuerpo de Fiore fue descubierto, pero no identificado, el 15 de agosto hacia las 7 de la mañana, maltratada y aplastada dentro de una maleta, en un contenedor de basura de un callejón de Buena Park, California. Según la policía de Buena Park, a Fiore le habían quitado los dientes y los dedos antes de meter su cuerpo desnudo en la maleta. También había sido estrangulada. Las autoridades creen que la mutilación fue un intento de impedir su identificación. El 18 de agosto, sus restos fueron identificados utilizando los números de serie de sus implantes mamarios. La oficina del forense del condado de Orange informó de que Fiore había muerto un par de horas antes de que se encontrara su cadáver. El Mercedes blanco de Fiore fue encontrado abandonado en un aparcamiento de West Hollywood, a un kilómetro y medio del ático que Fiore compartía con Jenkins en el distrito de Fairfax, Los Ángeles. La policía informó de que había una cantidad significativa de sangre y algunas pruebas de tirones de pelo.
Jenkins denunció la desaparición de Fiore el 15 de agosto a las 20:55. Dijo a la policía que vio a Fiore por última vez sobre las 20.30 horas del 14 de agosto en su casa de Edinburgh Avenue, en Los Ángeles. Jenkins dijo que habían ido a San Diego a un evento de póquer y que, tras regresar, ella le dejó esa noche, se fue a hacer recados y nunca regresó.

## Los movimientos de Jenkins tras la muerte de Fiore
Alrededor de las 9 de la mañana del 16 de agosto de 2009, el día después de denunciar la desaparición de Fiore y tras pasar un rato haciendo las maletas, Jenkins fue visto abandonando su ático por última vez. Según la policía, a continuación abandonó Los Ángeles y se dirigió a Nevada para recoger su lancha motora. El 17 de agosto, cuando la policía se puso en contacto con él, Jenkins dijo que estaba en Utah y que se dirigía a Canadá para resolver unos asuntos de inmigración. El 18 de agosto se identificó el cadáver de Fiore y se informó por primera vez del asesinato. La tarde del 19 de agosto, Jenkins llamó a su padre desde Birch Bay, quien le informó de que Fiore había aparecido asesinada.
El departamento del sheriff del condado de Whatcom recibió informes de testigos de que el todoterreno BMW negro de Jenkins remolcaba una embarcación hacia la frontera entre Canadá y Estados Unidos. Más tarde, la policía encontró el todoterreno BMW y un remolque vacío en un puerto deportivo de Blaine, Washington; el motor aún estaba caliente.  En aquel momento Jenkins era sólo una persona de interés en la investigación. No había sido acusado, pero se había alertado a las autoridades canadienses para que lo buscaran. La Guardia Costera y la Oficina de Aduanas y Protección Fronteriza de los Estados Unidos (CBP) confirmaron que ya el 19 de agosto tenían barcos patrullando las aguas del noroeste de Washington en busca de Jenkins. Los medios de comunicación informaron en un primer momento de que la Guardia Costera de EE. UU. y las autoridades canadienses habían perseguido la lancha rápida de Jenkins cuando cruzaba hacia Point Roberts, pero las autoridades desmintieron posteriormente estas informaciones.
El 19 de agosto, un hombre que coincidía con la descripción de Jenkins fue visto pilotando su barco en un puerto deportivo en Point Roberts, donde vive la madrastra de Jenkins. La Policía Montada del Canadá (RCMP) anunció que creía que Jenkins había cruzado a Canadá en algún momento entre el 19 y el 20 de agosto.
El 20 de agosto, Jenkins fue acusado del asesinato de Fiore y se emitió una orden de detención. Ese mismo día, Jenkins llamó a su padre detenido en el aeropuerto, pero su padre tuvo que colgar la llamada.

### Suicidio de Jenkins
Sobre las 6 de la tarde del 20 de agosto, Jenkins llegó en un PT Cruiser plateado con una joven rubia al motel Thunderbird de Hope, Columbia Británica, Canadá. El coche tenía matrícula de Alberta. Aparcaron junto a un contenedor de basura, en lugar de junto a las habitaciones, lo que el gerente del motel dijo que era extraño. Jenkins se quedó en el coche mientras una joven pagaba en efectivo tres noches de alojamiento. El encargado describió a la mujer como atractiva, de unos 25 o 30 años, y muy tranquila, manteniendo una conversación trivial mientras se registraba. El huésped de la habitación contigua dijo que la mujer permaneció unos 20 minutos con Jenkins en la habitación 2 y luego abandonó el motel. La mujer resultó ser la hermanastra de Jenkins, Alena Jenkins. El gerente vio a Jenkins caminando fuera del motel al día siguiente, 21 de agosto. El gerente dijo que Jenkins parecía "agotado", y que no se le reconocía por su imagen en televisión.
A las 11.30 horas del 23 de agosto, la pareja no se fue. Tras observar muy poca actividad durante el fin de semana, el gerente del motel y su sobrino decidieron comprobar la habitación. Jenkins fue encontrado muerto, aparentemente de suicidio; su cuerpo estaba colgado de un perchero por un cinturón. No se encontró ninguna nota de suicidio en el motel; Sin embargo, la policía encontró un documento guardado en el ordenador de Jenkins titulado "Last Will and Testament", fechado el 20 de agosto de 2009.
El 27 de agosto de 2009, los investigadores encontraron un almacén lleno de pertenencias de Jenkins, incluida una maleta con ropa, en el estado de Washington.

## Reacción de VH1
Tras el anuncio de que Jenkins estaba relacionado con el asesinato de Fiore, VH1 puso Megan Wants a Millionaire en pausa indefinida, por respeto a la familia de Fiore. También eliminó la página del programa del sitio web oficial de VH1 y suprimió de su programación las reposiciones de programas anteriores. También retiró los episodios archivados de iTunes Store y de los servicios de vídeo bajo demanda por cable, lo que llevó a especular con la posibilidad de que el programa no volviera a emitirse. Posteriormente se supo que Jenkins no sólo había sido acusado de agredir a Fiore, sino que había sido condenado dos años antes por agredir a una mujer en Calgary. Este último incidente no había sido revelado ni a VH1 ni a la productora de Megan Wants a Millionaire, 51 Minds. En un comunicado, 51 Minds afirmó que no habría permitido a Jenkins participar en el programa de haber conocido el incidente de 2007.
VH1 había contratado a Collective Intelligence, una empresa de investigación privada, para comprobar los antecedentes de Jenkins y de los demás concursantes. Collective Intelligence no realiza comprobaciones de antecedentes fuera de Estados Unidos y subcontrató la investigación de Jenkins a una empresa canadiense, Straightline International. En 2009, Collective Intelligence demandó a Straightline por incumplimiento de contrato. En la demanda se alegaba que Straightline había dicho falsamente a Collective Intelligence que el historial de Jenkins estaba limpio, y que tampoco había cotejado a Jenkins con la base de datos de antecedentes penales de la RCMP. Collective Intelligence afirmó haber perdido valiosos negocios de Viacom (propietaria de VH1), NBC y ABC como resultado del daño a su reputación. Collective Intelligence ganó su demanda en julio de 2011.
Al día siguiente de la muerte de Jenkins, VH1 anunció oficialmente la cancelación del programa, y que no emitiría la tercera temporada de I Love Money, que ganó Jenkins.